# 1997-es atlétikai világbajnokság
Az 1997-es atlétikai világbajnokságot Athénben, Görögországban rendezték augusztus 1. és augusztus 10. között. A vb-n 44 versenyszám volt.

## Éremtáblázat
(A táblázatban a rendező nemzet eltérő háttérszínnel kiemelve.)
| Helyezés | Nemzet                  | Arany | Ezüst | Bronz | Összesen |
| 1.       | Egyesült Államok        | 7     | 3     | 8     | 18       |
| 2.       | Németország             | 5     | 1     | 4     | 10       |
| 3.       | Kuba                    | 4     | 1     | 1     | 6        |
| 4.       | Kenya                   | 3     | 2     | 2     | 7        |
| 5.       | Ukrajna                 | 2     | 4     | 1     | 7        |
| 6.       | Marokkó                 | 2     | 1     | 1     | 4        |
| 7.       | Csehország              | 2     | 0     | 0     | 2        |
| 7.       | Norvégia                | 2     | 0     | 0     | 2        |
| 9.       | Oroszország             | 1     | 4     | 3     | 8        |
| 10.      | Spanyolország           | 1     | 3     | 1     | 5        |
| 11.      | Portugália              | 1     | 2     | 1     | 4        |
| 12.      | Ausztrália              | 1     | 1     | 2     | 4        |
| 13.      | Olaszország             | 1     | 1     | 1     | 3        |
| 13.      | Románia                 | 1     | 1     | 1     | 3        |
| 15.      | Kanada                  | 1     | 1     | 0     | 2        |
| 15.      | Lengyelország           | 1     | 1     | 0     | 2        |
| 15.      | Dél-afrikai Köztársaság | 1     | 1     | 0     | 2        |
| 18.      | Franciaország           | 1     | 0     | 1     | 2        |
| 18.      | Japán                   | 1     | 0     | 1     | 2        |
| 18.      | Mexikó                  | 1     | 0     | 1     | 2        |
| 21.      | Dánia                   | 1     | 0     | 0     | 1        |
| 21.      | Etiópia                 | 1     | 0     | 0     | 1        |
| 21.      | Új-Zéland               | 1     | 0     | 0     | 1        |
| 21.      | Svédország              | 1     | 0     | 0     | 1        |
| 21.      | Trinidad és Tobago      | 1     | 0     | 0     | 1        |
| 26.      | Egyesült Királyság      | 0     | 5     | 1     | 6        |
| 27.      | Jamaica                 | 0     | 3     | 4     | 7        |
| 28.      | Fehéroroszország        | 0     | 2     | 2     | 4        |
| 29.      | Görögország             | 0     | 1     | 1     | 2        |
| 29.      | Litvánia                | 0     | 1     | 1     | 2        |
| 31.      | Bulgária                | 0     | 1     | 0     | 1        |
| 31.      | Finnország              | 0     | 1     | 0     | 1        |
| 31.      | Namíbia                 | 0     | 1     | 0     | 1        |
| 31.      | Nigéria                 | 0     | 1     | 0     | 1        |
| 31.      | Srí Lanka               | 0     | 1     | 0     | 1        |
| 31.      | Uganda                  | 0     | 1     | 0     | 1        |
| 36.      | Bahama-szigetek         | 0     | 0     | 1     | 1        |
| 36.      | Brazília                | 0     | 0     | 1     | 1        |
| 36.      | Mozambik                | 0     | 0     | 1     | 1        |
| 36.      | Szlovákia               | 0     | 0     | 1     | 1        |
| 36.      | Svájc                   | 0     | 0     | 1     | 1        |
| Összesen | Összesen                | 44    | 45    | 43    | 132      |

## Érmesek
- WR – világrekord
- CR – világbajnoki rekord
- AR – kontinens rekord
- NR – országos rekord
- WL – az adott évben aktuálisan a világ legjobb eredménye
- SB – az adott évben aktuálisan az egyéni legjobb eredmény
- PB – egyéni rekord

### Férfi
| Versenyszám     | Arany                                                                                              | Arany            | Ezüst                                                                           | Ezüst       | Bronz                                                                                   | Bronz       |
| --------------- | -------------------------------------------------------------------------------------------------- | ---------------- | ------------------------------------------------------------------------------- | ----------- | --------------------------------------------------------------------------------------- | ----------- |
| 100 m           | Maurice Greene · Egyesült Államok                                                                  | 9,86             | Donovan Bailey · Kanada                                                         | 9,91        | Tim Montgomery · Egyesült Államok                                                       | 9,94        |
| 200 m           | Ato Boldon · Trinidad és Tobago                                                                    | 20,04            | Frankie Fredericks · Namíbia                                                    | 20,23       | Claudinei da Silva · Brazília                                                           | 20,26       |
| 400 m           | Michael Johnson · Egyesült Államok                                                                 | 44,12            | Davis Kamoga · Uganda                                                           | 44,37 NR    | Tyree Washington · Egyesült Államok                                                     | 44,39 PB    |
| 800 m           | Wilson Kipketer · Dánia                                                                            | 1:43,38          | Norberto Téllez · Kuba                                                          | 1:44,00 SB  | Rich Kenah · Egyesült Államok                                                           | 1:44,25 PB  |
| 1500 m          | Hisám el-Gerúzs · Marokkó                                                                          | 3:35,83          | Fermín Cacho · Spanyolország                                                    | 3:36,63     | Reyes Estévez · Spanyolország                                                           | 3:37,26     |
| 5000 m          | Daniel Komen · Kenya                                                                               | 13:07,38         | Khalid Boulami · Marokkó                                                        | 13:09,34    | Tom Nyariki · Kenya                                                                     | 13:11,09    |
| 10 000 m        | Haile Gebrselassie · Etiópia                                                                       | 27:24,58         | Paul Tergat · Kenya                                                             | 27:25,62 SB | Salah Hissou · Marokkó                                                                  | 27:28,67 PB |
| Maraton         | Abel Antón · Spanyolország                                                                         | 2:13:16          | Martín Fiz · Spanyolország                                                      | 2:13:21     | Steve Moneghetti · Ausztrália                                                           | 2:14:16     |
| 110 m gát       | Allen Johnson · Egyesült Államok                                                                   | 12,93 WL         | Colin Jackson · Nagy-Britannia                                                  | 13,05 SB    | Igor Kovác · Szlovákia                                                                  | 13,18 SB    |
| 400 m gát       | Stéphane Diagana · Franciaország                                                                   | 47,70 WL         | Herbert Llewellyn · Dél-afrikai Köztársaság                                     | 47,86 NR    | Bryan Bronson · Egyesült Államok                                                        | 47,88       |
| 3000 m akadály  | Wilson Boit Kipketer · Kenya                                                                       | 8:05,84          | Moses Kiptanui · Kenya                                                          | 8:06,04     | Bernard Barmasai · Kenya                                                                | 8:06,04     |
| 20 km gyaloglás | Daniel García · Mexikó                                                                             | 1:21:43          | Mihail Scsennyikov · Oroszország                                                | 1:21:53     | Mihail Hmelnickij · Fehéroroszország                                                    | 1:22:01     |
| 50 km gyaloglás | Robert Korzeniowski · Lengyelország                                                                | 3:44:46          | Jesús García · Spanyolország                                                    | 3:44:59     | Miguel Rodríguez · Mexikó                                                               | 3:48:30     |
| 4 × 100 m váltó | Kanada · Robert Esmie · Glenroy Gilbert · Bruny Surin · Donovan Bailey                             | 37,86 WL         | Nigéria · Osmond Ezinwa · Olapade Adeniken · Francis Obikwelu · Davidson Ezinwa | 38,07       | Nagy-Britannia · Darren Braithwaite · Darren Campbell · Douglas Walker · Julian Golding | 38,14 SB    |
| 4 × 400 m váltó | Egyesült Államok · Jerome Young · Antonio Pettigrew · Chris Jones · Tyree Washington               | 2:56,47 WL       | Nagy-Britannia · Iwan Thomas · Roger Black · Jamie Baulch · Mark Richardson     | 2:56,65 SB  | Jamaica · Michael McDonald · Greg Haughton · Danny McFarlane · Davian Clarke            | 2:56,75 NR  |
| Magasugrás      | Javier Sotomayor · Kuba                                                                            | 237 cm WL        | Artur Partyka · Lengyelország                                                   | 235 cm SB   | Tim Forsyth · Ausztrália                                                                | 235 cm      |
| Rúdugrás        | Szerhij Bubka · Ukrajna                                                                            | 601 cm CR, WL    | Makszim Taraszov · Oroszország                                                  | 596 cm      | Dean Starkey · Egyesült Államok                                                         | 591 cm SB   |
| Távolugrás      | Iván Pedroso · Kuba                                                                                | 842 cm SB        | Erick Walder · Egyesült Államok                                                 | 838 cm SB   | Kirill Szoszunov · Oroszország                                                          | 818 cm SB   |
| Hármasugrás     | Yoelbi Quesada · Kuba                                                                              | 17,85 m WL, NR   | Jonathan Edwards · Nagy-Britannia                                               | 17,69 m     | Aliecer Urrutia · Kuba                                                                  | 17,64 m SB  |
| Súlylökés       | John Godina · Egyesült Államok                                                                     | 21,44 m          | Oliver-Sven Buder · Németország                                                 | 21,24 m     | C. J. Hunter · Egyesült Államok                                                         | 20,33 m     |
| Súlylökés       | Pozitív doppingeredménye miatt az eredeti győztes fehérorosz Alekszandr Bagacsot (21,47) kizárták. |                  |                                                                                 |             |                                                                                         |             |
| Diszkoszvetés   | Lars Riedel · Németország                                                                          | 68,54 m          | Virgilijus Alekna · Litvánia                                                    | 66,70 m SB  | Jürgen Schult · Németország                                                             | 66,14 m SB  |
| Kalapácsvetés   | Heinz Weis · Németország                                                                           | 81,78 m          | Andrij Szkvaruk · Ukrajna                                                       | 81,46 m SB  | Vaszilij Szidorenko · Oroszország                                                       | 80,76 m SB  |
| Gerelyhajítás   | Marius Corbett · Dél-afrikai Köztársaság                                                           | 88,40 m AR       | Steve Backley · Nagy-Britannia                                                  | 86,80 m     | Kostas Gatsioudis · Görögország                                                         | 86,64 m     |
| Tízpróba        | Tomáš Dvořák · Csehország                                                                          | 8837 pont CR, WL | Eduard Hämäläinen · Finnország                                                  | 8730 pont   | Frank Busemann · Németország                                                            | 8652 pont   |

### Női
| Versenyszám     | Arany                                                                         | Arany          | Ezüst                                                                                  | Ezüst       | Bronz                                                                                    | Bronz      |
| --------------- | ----------------------------------------------------------------------------- | -------------- | -------------------------------------------------------------------------------------- | ----------- | ---------------------------------------------------------------------------------------- | ---------- |
| 100 m           | Marion Jones · Egyesült Államok                                               | 10,83 WL       | Zsanna Pintuszevics · Ukrajna                                                          | 10,85       | Savatheda Fynes · Bahama-szigetek                                                        | 11,03 PB   |
| 200 m           | Zsanna Pintuszevics · Ukrajna                                                 | 22,32          | Susanthika Jayasinghe · Srí Lanka                                                      | 22,39       | Merlene Ottey · Jamaica                                                                  | 22,40      |
| 400 m           | Cathy Freeman · Ausztrália                                                    | 49,77          | Sandie Richards · Jamaica                                                              | 49,79 PB    | Jearl Miles · Egyesült Államok                                                           | 49,90      |
| 800 m           | Ana Fidelia Quirot · Kuba                                                     | 1:57,14        | Jelena Afanaszjeva · Oroszország                                                       | 1:57,56     | Maria Mutola · Mozambik                                                                  | 1:57,59    |
| 1500 m          | Carla Sacramento · Portugália                                                 | 4:04,24 SB     | Regina Jacobs · Egyesült Államok                                                       | 4:04,63     | Anita Weyermann · Svájc                                                                  | 4:04,70 SB |
| 5000 m          | Gabriela Szabo · Románia                                                      | 14:57,68       | Roberta Brunet · Olaszország                                                           | 14:58,29 SB | Fernanda Ribeiro · Portugália                                                            | 14:58,85   |
| 10 000 m        | Sally Barsosio · Kenya                                                        | 31:32,92 (WJR) | Fernanda Ribeiro · Portugália                                                          | 31:39,15 SB | Csiba Maszako · Japán                                                                    | 31:41,93   |
| Maraton         | Szuzuki Hiromi · Japán                                                        | 2:29:48        | Manuela Machado · Portugália                                                           | 2:31:12     | Lidia Slavuteanu · Románia                                                               | 2:31:55    |
| 100 m gát       | Ludmila Engquist · Svédország                                                 | 12,50 SB       | Svetla Dimitrova · Bulgária                                                            | 12,58       | Michelle Freeman · Jamaica                                                               | 12,61      |
| 400 m gát       | Nezha Bidouane · Marokkó                                                      | 52,97 AR       | Deon Hemmings · Jamaica                                                                | 53,09 SB    | Kim Batten · Egyesült Államok                                                            | 53,52      |
| 10 km gyaloglás | Annarita Sidoti · Olaszország                                                 | 42:55,49 WL    | Olga Kardopolceva · Fehéroroszország                                                   | 43:30,20    | Valentyina Cibulszkaja · Fehéroroszország                                                | 43:49,24   |
| 4 × 100 m váltó | Egyesült Államok · Chryste Gaines · Marion Jones · Inger Miller · Gail Devers | 41,47 CR, AR   | Jamaica · Beverly McDonald · Merlene Frazer · Juliet Cuthbert · Beverly Grant          | 42,10 SB    | Franciaország · Patricia Girard-Léno · Christine Arron · Delphine Combe · Sylviane Félix | 42,21 NR   |
| 4 × 400 m váltó | Németország · Anke Feller · Uta Rohlände · Anja Rücker · Grit Breuer          | 3:20,92 WL     | Egyesült Államok · Maicel Malone-Wallace · Kim Graham · Kim Batten · Jearl Miles-Clark | 3:21,03 SB  | Jamaica · Inez Turner · Lorraine Fenton · Deon Hemmings · Sandie Richards                | 3:21,30 NR |
| Magasugrás      | Hanne Haugland · Norvégia                                                     | 199 cm         | Olga Kaliturina · Oroszország · Inha Babakova · Ukrajna                                | 196 cm      | nem adták ki                                                                             |            |
| Távolugrás      | Ljudmila Galkina · Oroszország                                                | 705 cm WL, PB  | Niki Xanthou · Görögország                                                             | 694 cm SB   | Fiona May · Olaszország                                                                  | 691 cm     |
| Hármasugrás     | Šárka Kašpárková · Csehország                                                 | 15,20 m WL, NR | Rodica Mateescu · Románia                                                              | 15,16 m NR  | Olena Hovorova · Ukrajna                                                                 | 14,67 m PB |
| Súlylökés       | Astrid Kumbernuss · Németország                                               | 20,71 m        | Vita Pavlis · Ukrajna                                                                  | 20,66 m     | Stephanie Storp · Németország                                                            | 19,22 m    |
| Diszkoszvetés   | Beatrice Faumuina · Új-Zéland                                                 | 66,82 m        | Ellina Zvereva · Fehéroroszország                                                      | 65,90 m     | Natalja Szadova · Oroszország                                                            | 65,14 m    |
| Gerelyhajítás   | Trine Hattestad · Norvégia                                                    | 68,78 m        | Joanna Stone · Ausztrália                                                              | 68,64 m PB  | Tanja Damaske · Németország                                                              | 67,12 m PB |
| Hétpróba        | Sabine Braun · Németország                                                    | 6739 pont      | Denise Lewis · Nagy-Britannia                                                          | 6654 pont   | Remigija Nazarovienė · Litvánia                                                          | 6566 pont  |

## A magyar sportolók eredményei
Magyarország a világbajnokságon 27 sportolóval képviseltette magát. Érmet nem sikerült nyerni.